# عبد الحميد العبيدي
عبد الحميد حمد شهاب العبيدي (1941م - 7 آذار 2022) فقيه عراقي، وأستاذ الفقه المقارن في كلية الشريعة بجامعة بغداد. وجامعة صدام للعلوم الإسلامية، كان له ظهور في عدد من القنوات الفضائية مفتياً لأسئلة المشاهدين، وكان لاختصاصه في الفقه المقارن أثر في عرضه للمسائل الفقهية يطريقة الاستدلال بالقرآن والسنة النبوية ثم عرض أقوال الفقهاء واختيار القول الراجح الذي يراه. انتمى إلى جماعة الإعجاز العلمي في القرآن والسنة في بغداد، وأصبح من أهم أعضائها وكان نشاط الجماعة في معهد الشرق وجمعية الشبان المسلمين والقنوات الفضائية.

## حياته
وُلدَ في قضاء هيت في محافظة الأنبار، ودرس هناك المرحلة الابتدائية والمتوسطة والإعدادية، ثم توجّهَ إلى بغداد فدرس الشريعة الإسلامية في جامعتها وحصل على شهادة بكالوريوس سنة 1964م، ثم ماجستير سنة 1974، والدكتوراة سنة 2003، عمل في التدريس لمدارس المرحلة الإعدادية من سنة 1959م حتى سنة 1980م، حين انتقل إلى التدريس في جامعة بغداد.

## كتبه
- الصيد والتذكية في الشريعة الإسلامية: أصله رسالة ماجستير، قدمها عبد الحميد العبيدي، وأشرف عليها عبد الكريم زيدان.[8]
- العوامل الفكرية في العالم الإسلامي.[9]
- الكفالة في الشريعة الإسلامية: أصلها رسالة دكتوراة.

## وفاته
توفي العبيدي في مصر صباحَ يوم الاثنين في السابع من آذار سنة 2022م، وكان قد أصابته جلطة دماغية سنة 2020م، فأقعدته في فراشه، ونعاه تحالف السيادة، وهيئة علماء المسلمين في العراق، وعلي فرحان الدليمي محافظ الأنبار، الذي قال «نعزي أبناء الأنبار برحيل أحد رجالها المتميزين وعلمائها الاجلاء المغفور له بإذن الله العلامة الدكتور عبد الحميد حمد العبيدي»، كما نعَتْهُ رابطة ائمة وخطباء الأعظمية التي قالت «فقد العراق والعالم الإسلامي علما من أعلامه وبحراً من بحوره الزاخرة».

### دفنه
في 8 آذار سنة 2022، وجّهَ رئيس ديوان الوقف السني، سعد كمبش، بنقل جثمان عبد الحميد العبيدي من مصر إلى بغداد على نفقة رئيس الديوان الخاصة، ووجّهَ سعد كمبش بالتحضير لإقامة مراسم تشييع رسمية تليق بمكانة العبيدي باعتباره رمزاً من رموز العراق الدينية. ونقلت الجثمان إلى بغداد حيث صُليَ عليه في جامع أبي حنيفة، ثم نقل إلى جامع عبد الجليل في مدينة الرمادي التي دُفنَ فيها.